# Hípalo
Hípalo (en griego antiguo: Ἵππαλος, en latín: Hippalus) fue un navegante y comerciante griego que vivió probablemente en el siglo I a. C. y al que se atribuye ser el primer griego en cruzar el océano Índico por conocer el funcionamiento de los vientos del monzón. A veces se conjetura que pudiera haber sido el capitán del barco del explorador griego Eudoxo de Cícico.
El autor del Periplo del Mar Eritreo acredita a Hípalo como el descubridor de la ruta directa desde el mar Rojo hasta la India a través del océano Índico, trazando el esbozo del mar y la correcta ubicación de los puertos comerciales a lo largo de la costa de la India. Plinio el Viejo afirma que Hípalo no descubrió la ruta, sino el viento del monzón, también llamado hípalo (el viento monzónico del suroeste). La mayoría de historiadores ha tratado de conciliar ambos informes afirmando que el conocimiento de los vientos del monzón sería necesario para utilizar la ruta directa, pero el historiador André Tchernia ha explicado que la conexión que hace Plinio entre el viento y el navegante se basa en que son homónimos ortografía común: en el periodo helenístico, el nombre del viento se escribía Hypalus, y sólo en tiempos romanos se usaba la otra ortografía Hippalus. Es posible que el viento ya fuera conocido en la época helenística y utilizado anteriormente por los himiaritas (semitas árabes meridionales) y por marineros indios para cruzar el océano Índico.
Para comprender la importancia del descubrimiento de Hípalo hay que saber que antes de él los geógrafos griegos pensaban que la costa de la India se extendía en dirección este a oeste. Hípalo fue probablemente el primer occidental en reconocer la dirección norte-sur de la costa occidental de la India. Sólo alguien con estos conocimientos podría saber que es más rápido cruzar el océano Índico para llegar al sur de la India, que bordear toda la costa.
El uso de la ruta directa de Hípalo contribuyó en gran medida a que se intensificaran los contactos comerciales entre la provincia romana de Aegyptus y la India a partir del siglo I a. C. Desde puertos del mar Rojo como Berenice partían grandes barcos que cruzaban el océano Índico hasta los reinos tamiles de los Pandyas, Cholas y Cheras en los actuales estados indios de Kerala y Tamil Nadu.
El cráter lunar Hippalus lleva el nombre del navegante. También es un personaje destacado en la novela de L. Sprague de Camp sobre Eudoxo, titulada The Golden Wind.